# Chemin Dortis
Le chemin Dortis (en occitan : camin Dortis) est une voie de Toulouse, chef-lieu de la région Occitanie, dans le Midi de la France.

## Situation et accès

### Description
Le chemin Dortis est une voie publique. Il se trouve au nord du quartier de Lalande, dans le secteur 3 - Nord, à la limite de la commune d'Aucamville.
La chaussée compte une seule voie de circulation automobile à double-sens. Elle appartient à une zone 30 et la vitesse y est limitée à 30 km/h. Il n'existe cependant pas de piste, ni de bande cyclable.

### Voies rencontrées
Le chemin Dortis rencontre les voies suivantes, dans l'ordre des numéros croissants (« g » indique que la rue se situe à gauche, « d » à droite) :
1. Chemin des Bourdettes - Aucamville (g)
2. Chemin de Croix-Bénite (d)
3. Impasse des Colibris - Aucamville (g)
4. Rue du Bois-Fleuri - Aucamville (g)
5. Rue Sébastienne-Marre (d)
6. Place des Chardonnerets - Aucamville (g)
7. Boulevard Henri-Gaussen (g)
8. Chemin de Moulis (d)

## Odonymie
Le chemin est désigné, au XIXe siècle, comme le petit-chemin de Croix-Bénite. Il débouche en effet, à l'ouest, sur le chemin de Croix-Bénite, ancien hameau auquel il aboutissait au nord. Il s'étendait entre le chemin de Fronton (actuelle route de Fronton), à l'ouest, et la vallée de l'Hers, à l'est, et s'organisait autour du chemin de Croix-Bénite et de l'actuelle rue des Écoles. Il dépendit au XVIIIe siècle du consulat de Launaguet, mais en 1847 il fut réuni à Aucamville.
Le 12 avril 1947, le conseil municipal décida de donner le nom de chemin Dortis, probablement d'après un domaine agricole qu'il longeait. Il ne doit pas être confondu avec un domaine du même nom, à Launaguet (actuels no 31 allée des Sablettes et no 6 bis rue Bonneterre) – le chemin de Boudou, qui y mène, a d'ailleurs été désigné comme le chemin Dortis au cours du XIXe siècle.

## Patrimoine et lieux d'intérêt

### Centre départemental de l'enfance et de la famille
Le Foyer de l'enfance, officiellement Établissement dépositaire des enfants assistés et des orphelins, est créé en 1887. Il dépend de l'Assistance publique et il est chargé d'accueillir les enfants abandonnés, ainsi que les enfants admis pendant la détention de leurs parents, mais aussi les orphelins, particulièrement les pupilles de la Nation. Il est d'abord établi rue des Récollets (actuel no 41 rue Achille-Viadieu). Il est par la suite, comme Foyer départemental de l'enfance de la Haute-Garonne, placé sous l'administration directe du conseil général de la Haute-Garonne. En 1971, il est déménagé sur un nouveau site, à l'emplacement d'anciens terrains agricoles à l'angle du chemin de Moulis. En 1986, le Centre départemental de l'enfance et de la famille de la Haute-Garonne devient un établissement public autonome. Il a pour mission d'accueillir les enfants confiés à l'Aide sociale à l'enfance, ainsi que, le cas échéant, leurs parents.

### Groupe scolaire Dortis

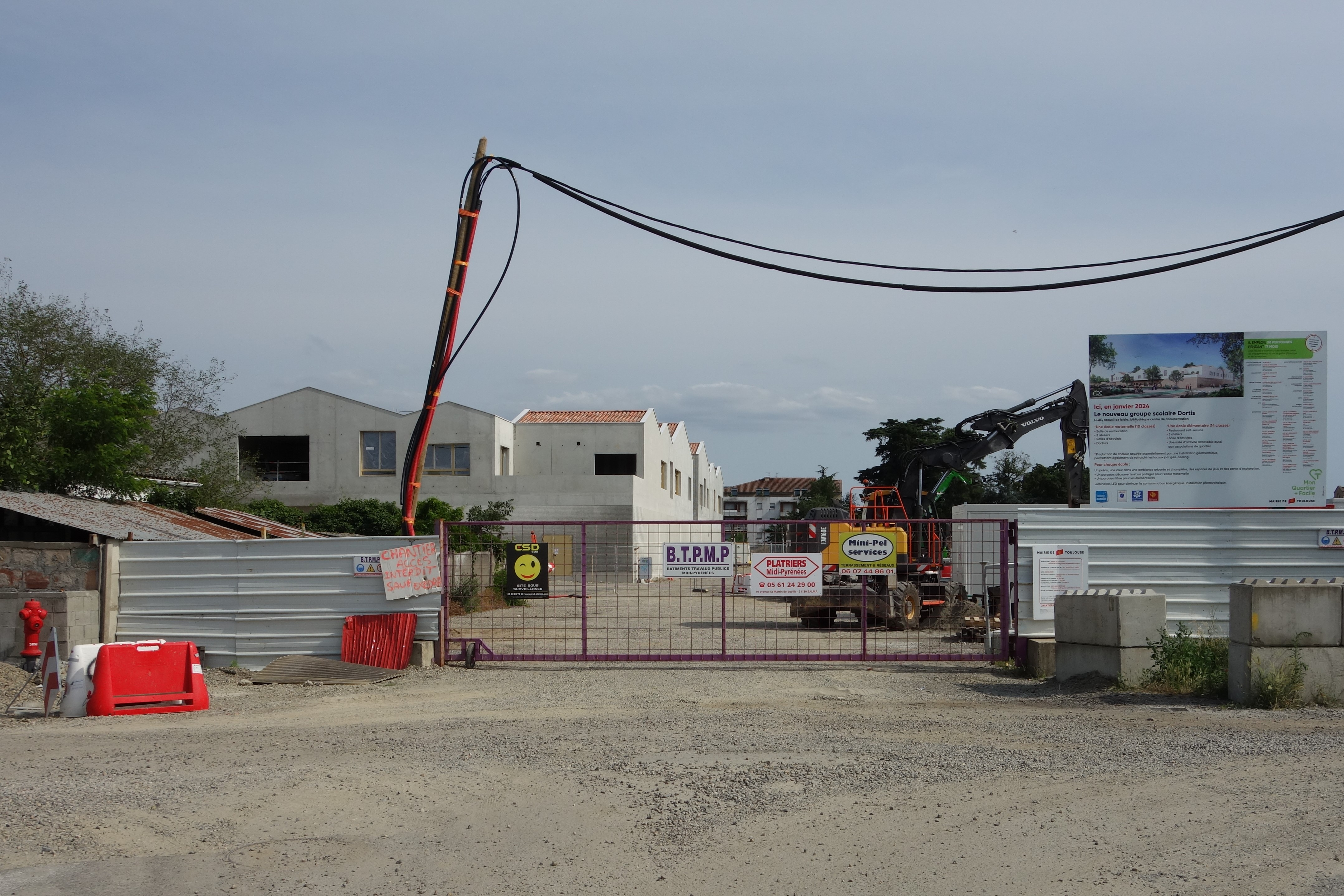
Le groupe scolaire Dortis en construction (juillet 2023).

Le groupe scolaire Dortis – il prendra le nom de Joséphine Baker (1906-1975) après son inauguration officielle – ouvre en 2019. Il répond à la forte croissance démographique du nord toulousain. Le groupe scolaire provisoire consiste en un ensemble de constructions modulaires installées sur des terrains agricoles, face au futur groupe scolaire.
Le projet, confié à l'agence blagnacaise REC Architecture, prévoit la construction d'un bâtiment de 4 950 m2 au cœur d'une parcelle de 10 000 m2, en bordure d'une voie nouvelle, la rue Sébastienne-Marre. L'école maternelle comptera 10 classes et l'école élémentaire 14. Les façades sont animées par les jeux de décrochements, ainsi que par l'utilisation du béton brut au rez-de-chaussée et du béton enduit blanc à l'étage. Elles sont également largement ouvertes par de grandes baies. Les toits à plusieurs pans en tuiles canal évoquent les constructions traditionnelles de la campagne toulousaine. Les travaux, commencés en juillet 2022, devraient être achevés à la fin de l'année 2023.